# Semiramis

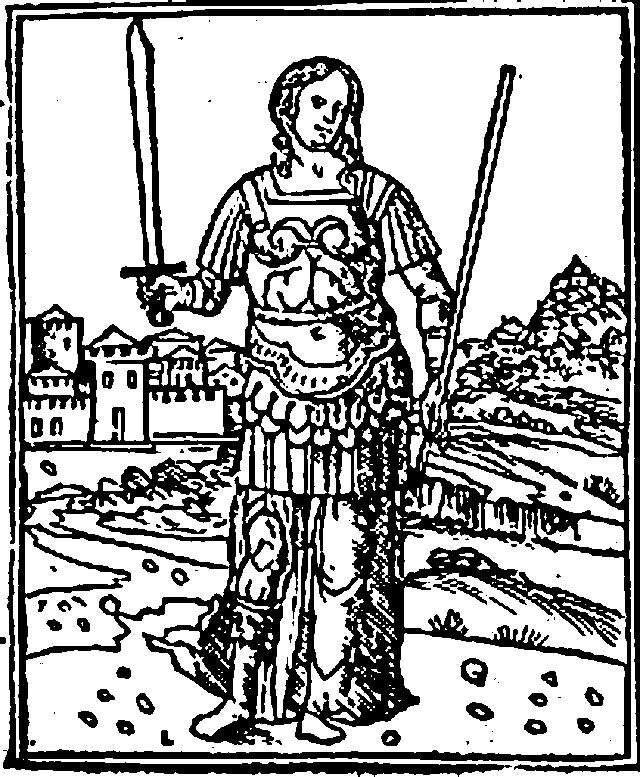
Eine italienische Illustration

Der Name Semiramis, von antiken griechischen Historikern geprägt, bezieht sich auf eine altorientalische Heldin oder Königin. Die Semiramis der griechischen Quellen dürfte mit der assyrischen Königin Šammuramat nur den Namen gemein haben.

## Graeco-Römische Quellen

### Herodot
Nach Herodot (Historien I,184) war sie eine der zwei Königinnen, die ganz Asien regierten – die andere war Nitokris fünf Generationen nach ihr. Nach Herodot waren die Tore von Babylon nach Semiramis, Ninos und Bêlos benannt.

### Ktesias
Die Hauptquelle über Semiramis war die „Persische Geschichte“ (Persika) des Ktesias von Knidos, der als Arzt längere Zeit am persischen Hof lebte. Das Werk selbst ist nicht erhalten, lediglich die Auszüge des Photios und Entlehnungen späterer Autoren, vor allem von Diodor von Sizilien, haben sich erhalten.
Bei Diodor (Bibliothḗkē historikḗ 2, 4-20) wird Semiramis als Tochter der Göttin Derketo von Askalon beschrieben. Die missgünstige Göttin Aphrodite ließ Derketo in wilder Liebe einem schönen syrischen Jüngling verfallen, der zum Opfern an ihren Teich kam. Nach der Geburt einer Tochter verfiel Derketo einer schweren postnatalen Depression, tötete den Kindsvater, setzte die Tochter an einem steinigen und öden Ort aus und stürzte sich in den Teich, wo sie sich in ein Wesen verwandelte, dessen untere Hälfte ein Fisch war. Daher war den Syrern der Fisch heilig, und sie aßen ihn nicht. Tauben, die heiligen Tiere der Aphrodite (und der Anat), bedeckten das halbgöttliche Kind mit ihren Flügeln, um es zu wärmen, und brachten ihm im Kropf Milch und später Käse. Hirten, verwundert, dass Tauben ihren Käse stehlen, folgten den Vögeln und fanden so das schöne Kind. Sie brachten es zu Simmas, dem kinderlosen Oberhirten des Königs, der dem Kind wegen der Tauben den Namen Semiramis gab und es aufzog. Die Syrer verehrten deswegen die Tauben als göttlich.
Als Semiramis heiratsfähig war, fiel sie Onnes, dem Statthalter von Syrien auf, während dieser die königlichen Herden inspizierte. Er heiratete sie und brachte sie nach Ninos, wo sie ihm Hyapates und Hydaspes gebar. Semiramis war aber nicht nur über alle Maßen schön, sondern auch sehr klug, und ihr Mann folgte ihrem Rat in allen Dingen. Als Onnes an der Belagerung von Baktriana teilnahm, die sich lange hinzog, weil die Stadt überaus gut befestigt war, befiel ihn Sehnsucht nach seiner Frau, und er befahl sie zu sich. Semiramis gehorchte und reiste in einer Kleidung nach Baktrien, die „nicht unterscheiden ließ, ob der damit Bekleidete ein Mann oder ein Weib sei“, die sowohl ihre Haut vor der Sonne schützte als ihr „wie die Jugendgewänder“ Freiheit der Bewegung ließ. Diese Kleidung wurde später von den Medern und Persern übernommen.
Vor Baktriana angekommen, erkannte sie, dass die Stadt nur an den leicht zugänglichen Stellen befestigt war, versammelte geübte Bergsteiger um sich und drang über eine steile Schlucht in die Burg ein, worauf sich die Einwohner ergaben. Der alternde König Ninos verliebte sich in sie und bot ihrem Gatten die Hand seiner Tochter, wenn er ihm seine Frau abtrete. Als Onnes ablehnte, drohte er, ihn blenden zu lassen, worauf sich dieser erhängte und Ninos die Witwe zu seiner Königin machte. Kurz nachdem sie ihm einen Sohn, Ninias, geboren hatte, starb er. Semiramis begrub ihn auf der Akropolis der Stadt Ninos in einem Grabhügel, der 1,6 km hoch und 1,8 km breit war und bis heute sichtbar ist, trotz der Zerstörung der Stadt durch die Meder (vermutlich eine Umdeutung des Tells von Ninive). Danach erbaute Semiramis, um den Ruhm ihres Gatten zu übertreffen, Babylon. Diodor beschreibt ausführlich die Mauern von Babylon, eines der sieben Weltwunder, und den Aufbau der Stadt, die Ktesias, auf den sich Diodor hier nach eigenen Angaben stützt, wohl aus eigener Anschauung kannte.
Nachdem der Bau der Stadt abgeschlossen war, zog die Königin gegen die Meder. Sie überschritt das Gebirge Bagistan auf den aufgehäuften Sätteln der Packtiere ihres Heeres. In Medien gründete sie die Stadt Chauon inmitten prächtiger Gärten. Hier nahm sie sich die schönsten der Soldaten als Liebhaber, die verschwanden, wenn sie ihrer überdrüssig war. Sie erbaute eine Straße nach Ekbatana, wo sie einen weiteren Palast errichtete. Auf Feldzügen unterwarf sie Persien, ganz Asien, Ägypten, Teile Libyens und führte – mit künstlichen Elefanten – auch Kriege in Indien. Für ihr Nachtlager ließ sie künstliche Erhöhungen aufschütten, die als „Werke der Semiramis“ bekannt sind. Einem Orakel des Zeus Amon folgend, dankte sie ab, als ihr Sohn Ninyas versuchte, sie von einem Eunuchen umbringen zu lassen, und flog als Taube davon, weshalb die Assyrer die Tauben als göttlich verehrten.

### Strabon

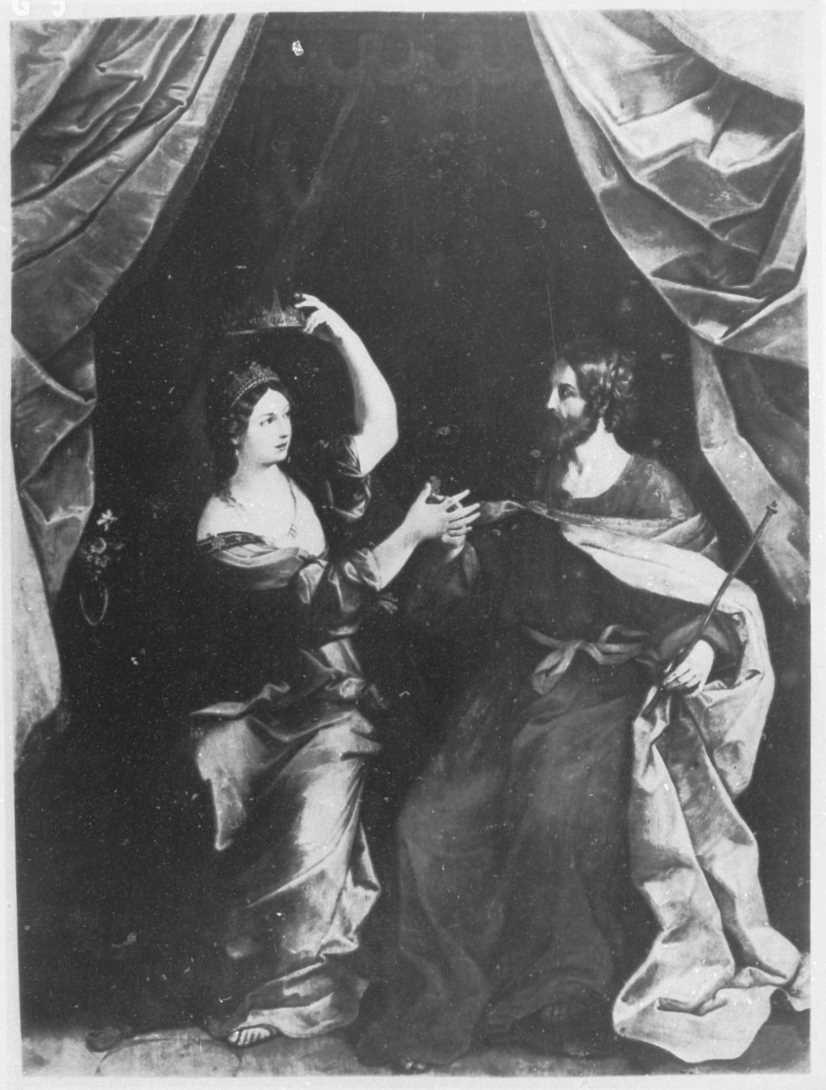
Ninos übergibt der Semiramis seine Krone Guido Reni, 1625/26

Strabon (Geographika 16,2) kennt Semiramis als die Gattin des Ninos. Sie folgte ihm in der Regierung und gründete Babylon. Ferner erbaute sie zahlreiche Hügel, „die heute als Semiramis-Hügel bekannt sind“, Festungen, Aquädukte, Wasserspeicher, Kanäle, Straßen, Brücken und gestufte Zugänge auf die Berge. Ninos und Semiramis herrschten vor Sardanapal und Arbakes.

### Weitere Graeco-Römische Quellen
Athenaios schildert das Leben einer Hofdame namens Semiramis, die sich die Herrschaft in Babylon durch Intrigen aneignete, aber gerecht herrschte. Athenagoras von Athen (Legatio pro Christianis) bezeichnet Semiramis, die Tochter der Derketo, als „ein geiles und blutbesudeltes Weib“, das man mit der Dea Syria gleichsetze. Quintus Curtius Rufus (Alexandergeschichte V 1,24) betont, dass Semiramis Babylon gegründet habe und nicht Belos, wie meist behauptet. Auch Justinus (Epitome der Philippischen Geschichte I 2,1-10) kennt Semiramis als Gründerin von Babylon. Sie übernahm nach dem Tod ihres Gatten Ninos die Herrschaft anstelle ihres minderjährigen Sohnes Ninias, gab sich dabei aber zunächst als Sohn des Ninos aus und verkleidete sich entsprechend. Erst später, als anerkannt erfolgreiche Herrscherin, die unter anderem Äthiopien ihrem Reich hinzufügte, habe sie sich als Frau zu erkennen gegeben. Nach 42 Jahren an der Macht sei sie von Ninias ermordet worden, nachdem sie ihm sexuell nachgestellt habe („cum concubitum filii petisset“). Nach Libanios (314 bis nach 394) erbaute Semiramis einen Tempel für die Göttin Artemis in Meroe bei Antiochia am Orontes. Taṣyürek will die Felsreliefs von Karabur im Hatay mit diesem Tempel identifizieren. Hyginus benennt Semiramis, Tochter des Dercetis, als Gründerin von Babylon, Erbauerin der babylonischen Stadtmauer und Mörderin des Ninos, welche schließlich nach dem Verlust ihres Pferdes Suizid beging.

## Assyrische Quellen
Der Name „Šammuramat“ ist aus den assyrisch-babylonischen Königslisten bekannt. Šammuramat (810–782 v. Chr.) war die Frau von Šamši-Adad V. (823–810). Ob sie für ihren minderjährigen Sohn Adad-nīrārī III. (791-782) regiert hat, sei dahingestellt – diese Annahme basiert auf einer Inschrift der Stele von Saba’a, in der vom 5. Jahr des Adad-nirari III. die Rede ist, doch das muss nicht unweigerlich das 5. Lebensjahr bedeuten, ebenso kann es das 5. Regierungsjahr sein.

## Jüdische Tradition
In der rabbinischen Tradition ist Semiramis die Frau Nimrods und erhielt ihren Namen, weil sie im Donner geboren war. Sie ist eine der vier Frauen, die die Welt beherrschten, zusammen mit Isebel und Atalja in Israel und Waschti in Persien. Nach jüdischen Legenden war sie die Frau des Nebukadnezar (605-562).

## Nachantike Tradition
Gemäß der Trierer Geschichtsschreibung soll Semiramis ihrem Stiefsohn Trebeta nachgestellt haben, sodass dieser nach Europa floh. Dort soll er an der Mosel die Stadt Trier gegründet haben.

## Deutung
Auf François Lenormant geht die These zurück, Semiramis sei mit Ištar identisch. George Rawlinson und ihm folgend, Gilmore und Smith (1887) wollen Semiramis mit der assyrischen Königin Šammuramat verbinden. Sayce versucht den Namen Semiramis auf eine lydische Quelle zurückzuführen und nimmt an, dass ein ursprünglich syrischer Mythos aus Hierapolis in persischer Zeit nach Babylon übertragen wurde. Nagel versucht Semiramis, nicht sehr überzeugend, auf persische und skythische Quellen zurückzuführen, und sieht eines ihrer Vorbilder in Atossa, der Tochter von Ariaspes.
Weinfeld leitet den Namen Semiramis von smm rmm oder šamīm ramīm, Hoher Himmel (Excelsis) ab und sieht sie als einen Aspekt von Atiratu (Aschera), verschmolzen den historischen Figuren von Zakutu, der aramäischen Mutter Asarhaddons und Šammuramat, der Mutter Adad-nīrārī III. Er verweist auf Ähnlichkeiten mit der in persischer Zeit verfassten Geschichte des Propheten Jona, dessen Name Taube bedeutet, der von einem Fisch verschlungen wird und in Ninive wirkt.

## Rezeption

### Mittelalter
Die frühchristliche armenische Geschichtsschreibung, wie sie im Agathangelos (560er Jahre), im Werk des Sebeos („Geschichte des Kaisers Herakleios“, zweite Hälfte des 7. Jahrhunderts) und in der Moses von Choren zugeschriebenen „Geschichte Armeniens“ (8. oder 9. Jahrhundert) überliefert ist, verbindet in der Legende vom armenischen König Ara und Semiramis einen urartäischen Herrscher mit der assyrischen Königin. Ara wird als Sohn des ersten urartäischen Königs Aramu (reg. um 858–844) dargestellt, auch wenn als direkte Nachfolger Lutipri (reg. 844–834) und dann Sarduri I. (um 834–822) gelten dürfen. Tatsächlich war die assyrische Semiramis eine Zeitgenossin des urartäischen Königs Menua (reg. um 810–785) und Ara trägt Züge des anatolischen Gottes Attis und des persischen Helden Arasch.
Nach dem Tod des geliebten Königs Ara verließ Semiramis die nordarmenische Ararat-Ebene und begab sich in die Berge nach Süden, bis sie an einem Salzsee anlangte. Dort am Ostufer, am Fuß eines Berges, gründete sie eine große Stadt mit starken Mauern, prachtvollen Gebäuden und breiten Straßen. Tausende von Arbeiter gestalteten das wunderbare Werk, zu welchem ein aus mehreren, in den Fels gehauenen Kammern bestehender Königspalast auf dem Berg sowie Weinberge und Obstgärten in der Umgebung gehörten. An anderen Orten in Armenien verewigte sich Semiramis durch Säulen, die Inschriften mit Schriftzeichen trugen, die den Inschriften an der Felswand des Palastes ähnelten.
In den armenischen Quellen wird der Name dieser Stadt nicht genannt. Forschungen des Orientalisten Friedrich Eduard Schulz ergaben jedoch, dass mit den historischen Beschreibungen nur die urartäische Hauptstadt Tušpa im heutigen Stadtgebiet von Van gemeint sein konnte. Schulz beschrieb erstmals die dortigen Felskammern und Keilschrifttexte und entdeckte den von Moses von Choren erwähnten Bewässerungskanal, der heute „Semiramis-Kanal“ (türkisch Samiram arkı) genannt wird.
Giovanni Boccaccio behandelt Semiramis in seiner Abhandlung De mulieribus claris (1361–1362). Ninos und Semiramis tauchen in den Gründungslegenden einiger europäischer Städte auf, so von Trier, Gesta Treverorum (1105).

### Hängende Gärten der Semiramis
Die Zuweisung der Hängenden Gärten in Babylon, eines der sieben Weltwunder, an Semiramis beginnt erst in der Neuzeit.

### Oper
Das Libretto Semiramide (auch Semiramide riconosciuta, deutsch Die wiedererkannte Semiramis) von Pietro Metastasio aus dem Jahre 1729 sollte sich als eines der meistvertonten in der Operngeschichte erweisen. Heerscharen von Komponisten haben sich mit dem Text auseinandergesetzt, darunter Leonardo Vinci (1729), Nicola Antonio Porpora (1729, rev. 1739), Johann Adolph Hasse (1744), Christoph Willibald Gluck (1748), Giuseppe Sarti (1762, rev. 1768), Tommaso Traetta (1765), Josef Mysliveček (1766), Antonio Salieri (1782), Domenico Cimarosa (1799) und Giacomo Meyerbeer (1819).
Am bekanntesten ist heute die Semiramide-Vertonung von Gioachino Rossini (1823), mit dem Libretto von Gaetano Rossi, das auf Voltaires Trauerspiel Sémiramis (1746) zurückgeht: Semiramis, die Königin von Babylon, hat mit Hilfe von Assur ihren Gatten Nino ermordet und regiert nun an seiner statt. Nach unzähligen Verstrickungen tötet sie schließlich ihr Sohn Arsace, der aus dem Krieg zurückgekehrt ist und vom Oberpriester den Auftrag erhalten hat, seinen Vater – König Nino – zu rächen.

### Ballett
Sémiramis, Choreographie von Gasparo Angiolini, Musik von Christoph Willibald Gluck (1765).

### Literarische Umsetzungen
- Semiramis ist in Dante Alighieris Göttlicher Komödie als Wollüstige in den zweiten Höllenkreis gebannt, weil sie ein Gesetz, das die Ehe zwischen Mutter und Sohn erlaubte, erließ, um sich ihrem Sohn hingeben zu dürfen.[8]
- Im Winter 1786 wurde anlässlich der Vermählung des Erbprinzen zu Hohenlohe und Waldenburg Bartenstein mit der Gräfin Franziska Wilhelmina Augusta von Manderscheid-Blankenheim ein Singspiel namens Semiramis und Ninias aufgeführt.
- Der sächsische Historiker Karl Heinrich Ludwig Pölitz veröffentlichte 1800 den Roman Semiramis. Ein romantisches Gemälde der Vorzeit (Craz, Freiberg). Das Buch wurde 1801 in Österreich verboten.
- Wilhelm Walloth: Semiramis. In: Neue Dramen. Verlag Wilhelm Friedrich, Leipzig 1891.
- Leopold von Sacher-Masoch: Afrikas Semiramis. Roman. Herausgegeben [postum] von Carl Felix von Schlichtegroll. Verlag von H. R. Dohrn, Dresden 1901 (postum).
- Peter Hille: Semiramis. Roman. Verlag Carl Messer, Berlin o. J. [1902].
- Joséphin Péladan: Semiramis. Verdeutscht von Emil Schering (Originaltitel: Sémiramis. Tragédie en prose, 1904). Mit einem Vorwort des Dichters. Verlag Georg Müller, München u. Berlin 1918.
- Ernst von Wildenbruch: Semiramis. Eine Erzählung. Grote’sche Verlagsbuchhandlung, Berlin 1904.
- Paul Althof (eig. Alice Gurschner): Semiramis. Verlag Hugo Heller, Wien 1914 (als Fortsetzungsroman in Moderne illustrierte Zeitung für Reise und Sport Nr. 1/1913 bis Nr. 9/1913).
- Otfrid von Hanstein: Semiramis. Ein Roman aus der Grenzzeit zwischen Geschichte und Sage. Verlag Grunow, Leipzig o. J. [1925].
- Adolf Borstendörfer: Semiramis, die heiße Blume Assyriens. Roman (Reihe »Frauen der Liebe« Band 102). Verlagshaus Freya, Heidenau b. Dresden 1928.
- Stephanie Gräfin Üchtritz-Amade: Semiramis. Amalthea, Zürich u. Wien 1931.
- Ottomar Enking: Semiramis. Der Roman einer großen Herrscherin. A. H. Payne Verlag, Leipzig 1938.
- Bernt von Heiseler: Semiramis. Tragödie. Roland-Verlag, Bühl/Baden 1948.
- Victor Waldau: Semiramis. Herrscherin im sündhaften Bayblon. Deutsche Buchvertriebs- und Verlagsgesellschaft, Berlin 1957.
- Helmut Küppers: Semiramis. ROh & e(igen)tümliche MANirirtheiten. Bläschke, Darmstadt 1975.
- Hans Magnus Enzensberger: Die Tochter der Luft. Ein Schauspiel. Nach dem Spanischen des Calderón de la Barca. Suhrkamp, Frankfurt am Main 1992.[9]
- Inga Ābele: Die Glut der Zeit zerfrisst deine Luftgärten / Semiramis … Gedicht in: wespennest, 128 (Baltikum), 2002, S. 51.
- Jutta Schöps-Körber: Semiramis. Die Palastdame in Beinkleidern. Monsenstein und Vannerdat, Münster 2012, ISBN 978-3-86991-658-3.

### Filmische Rezeption
- 1954: Semiramis, die Kurtisane von Babylon, Spielfilm, Frankreich/Italien, dargestellt von Rhonda Fleming.
- 1963: Die Sklaven der Semiramis, Spielfilm, Italien, dargestellt von Yvonne Furneaux.